# 陳中孚 (1766年)
陳中孚（1766年—1826年12月24日），字元呂，號心畲，湖北武昌（今鄂城）人，清朝官員。
他於嘉慶六年進士，道光元年（1821年）六月四日任四川按察使，十月十一日調廣東按察使銜分巡台灣兵備道，為台灣清治時期這階段的地方統治者。道光二年閏三月廿八日任廣東布政使，六月十七日調河南布政使，十二月十三日任廣東巡撫。道光五年八月五日任漕運總督，道光六年七月十二日調署山東巡撫，卒於任上。